# Johann Reinhold Forster
Johann Reinhold Forster (Dirschau, 22 ottobre 1729 – Halle an der Saale, 9 dicembre 1798) è stato un pastore protestante e naturalista tedesco di origini scozzesi, noto per i suoi contributi all'ornitologia di Europa e Nordamerica.

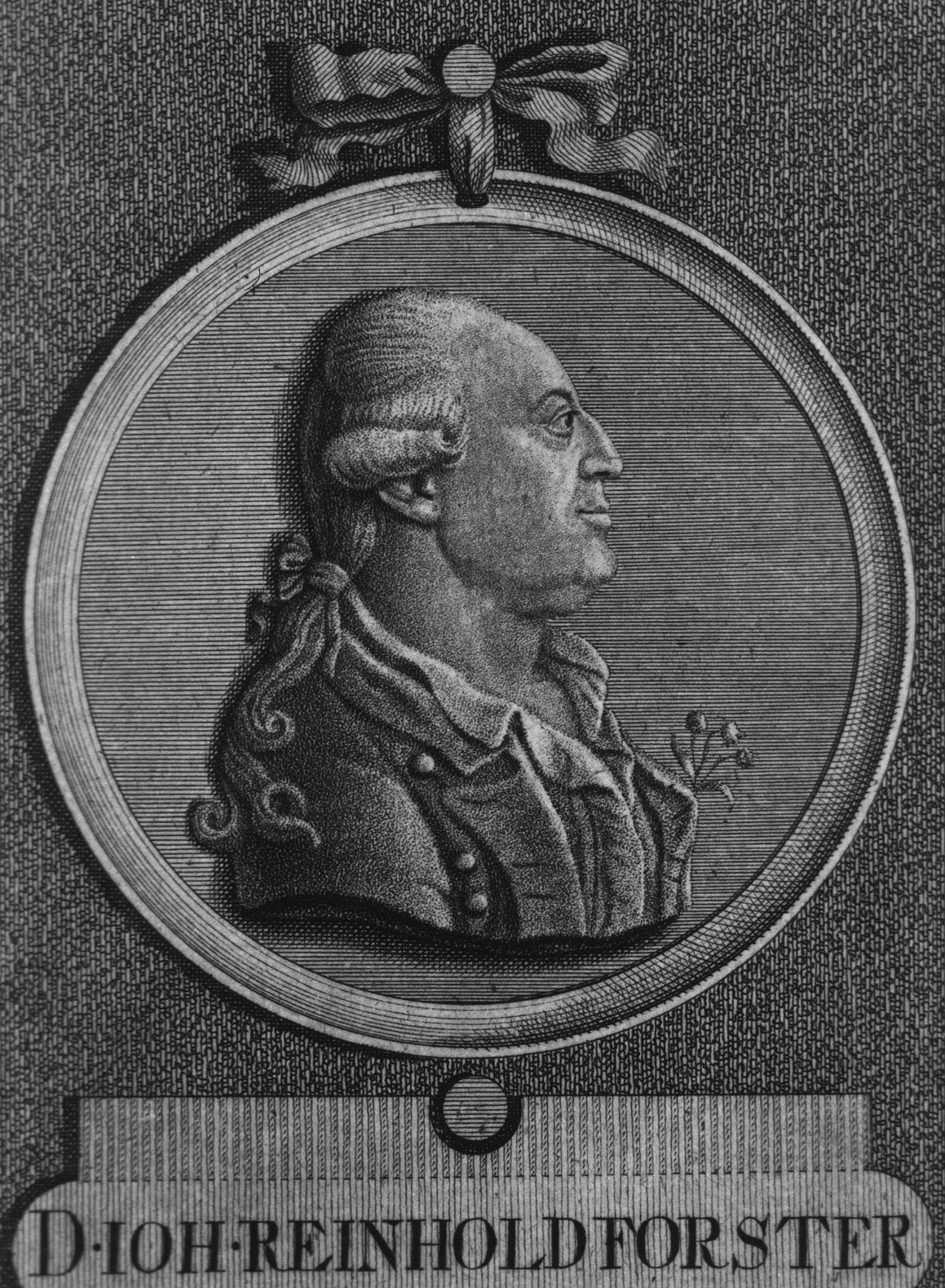
Johann Reinhold Forster

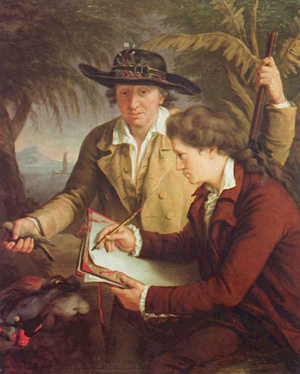
Johann Reinhold Forster e Georg Forster a Tahiti in un dipinto di John Francis Rigaud (1742–1810) del 1780

È famoso per essere stato il naturalista del secondo viaggio di James Cook nel Pacifico, in cui venne accompagnato dal figlio Georg.

## Biografia
La famiglia di Forster discendeva dai Lord Forrester della Scozia; il suo bisnonno lasciò il Paese, insieme a molti altri scozzesi, dopo aver perso gran parte dei suoi possedimenti durante il governo di Oliver Cromwell. Johann Reinhold nacque nella città di Dirschau (Tczew), nella provincia polacca della Prussia Reale. Studiò lingue e storia naturale al Ginnasio Joachimsthal di Berlino e teologia all'Università di Halle; in seguito esercitò la professione di pastore luterano a Nassenhuben (Mokry Dwór) e sposò la cugina Elisabeth Nikolai. Ebbe otto figli, tra cui il celebre Georg Forster, ma uno di loro morì in tenera età. Nel 1766 si trasferì in Inghilterra con Georg (il maggiore dei suoi figli). Trascorse tre anni insegnando alla Warrington Academy, dove sostituì Joseph Priestley. Forster si spostò successivamente a Londra, dove divenne noto come esperto di storia naturale. Quando Joseph Banks si ritirò all'ultimo momento dalla carica di naturalista del secondo viaggio di Cook, Forster e suo figlio vennero assunti per rimpiazzarlo. Nel luglio 1772 si imbarcarono sulla Resolution e ritornarono in Inghilterra nel luglio 1775. Durante una sosta a Città del Capo, Forster ingaggiò come assistente Anders Sparrman.
Entrambi i Forster tennero diari dettagliati dove descrissero qualunque cosa videro durante il viaggio e raccolsero moltissimi campioni di specie e manufatti. Al ritorno Forster pubblicò Observations Made during a Voyage round the World [Osservazioni Fatte durante un Viaggio intorno al Mondo] (1778). Tuttavia gli introiti ricavati dalla vendita del libro non furono sufficienti a saldare i suoi debiti e fu così costretto a vendere a Joseph Banks il grosso dei disegni fatti da Georg durante il viaggio. Negli ultimi anni di vita Forster scrisse varie opere, inclusa una traduzione in tedesco della Arctic Zoology [Zoologia Artica] di Thomas Pennant.
Nel novembre 1779 Forster venne nominato Professore di Storia naturale e Mineralogia all'Università di Halle e direttore del Giardino Botanico della stessa università, incarico che mantenne fino alla morte. Le sue Descriptiones animalium, completate dopo circa un mese dal ritorno in Inghilterra con Cook, vennero pubblicate dopo molti anni, nel 1844, da Martin Lichtenstein.
Le Trattazioni Filosofiche della Royal Society (1772–73) su zoologia, ornitologia e ittiologia fanno di Forster una delle prime autorità nel campo della zoologia del Nordamerica.